# Neutraubling
Neutraubling ist die größte Stadt im Oberpfälzer Landkreis Regensburg in Bayern.
Die Industriestadt liegt in der Donauebene, zehn Kilometer östlich von Regensburg, und ist nach Regenstauf zweitgrößte Kommune im Landkreis. Neutraubling ist eine von fünf bayerischen Vertriebenenstädten und entstand erst nach dem Zweiten Weltkrieg.

## Gemeindegliederung
Es gibt vier Gemeindeteile:
- Birkenfeld (unbebautes Gebiet der späteren Siedlung Birkenfeld bei der Gemeindebildung Neutraublings, am 1. April 1951 von der Gemeinde Barbing abgegeben)
- Lerchenfeld (Weiler; am 1. Mai 1978 von der Gemeinde Rosenhof an Neutraubling abgegeben)[4]
- Neutraubling (Industrieort)
- Oberheising (Weiler; am 1. Mai 1978 von der Gemeinde Barbing an Neutraubling abgegeben)[4]
- Gärtnersiedlung (am 1. Mai 1978 von der Gemeinde Barbing an Neutraubling abgegeben, kein amtlich benannter Gemeindeteil)[4]

Neutraubling ist vor Hemau und Wörth an der Donau die größte Stadt im Landkreis Regensburg.

## Geschichte

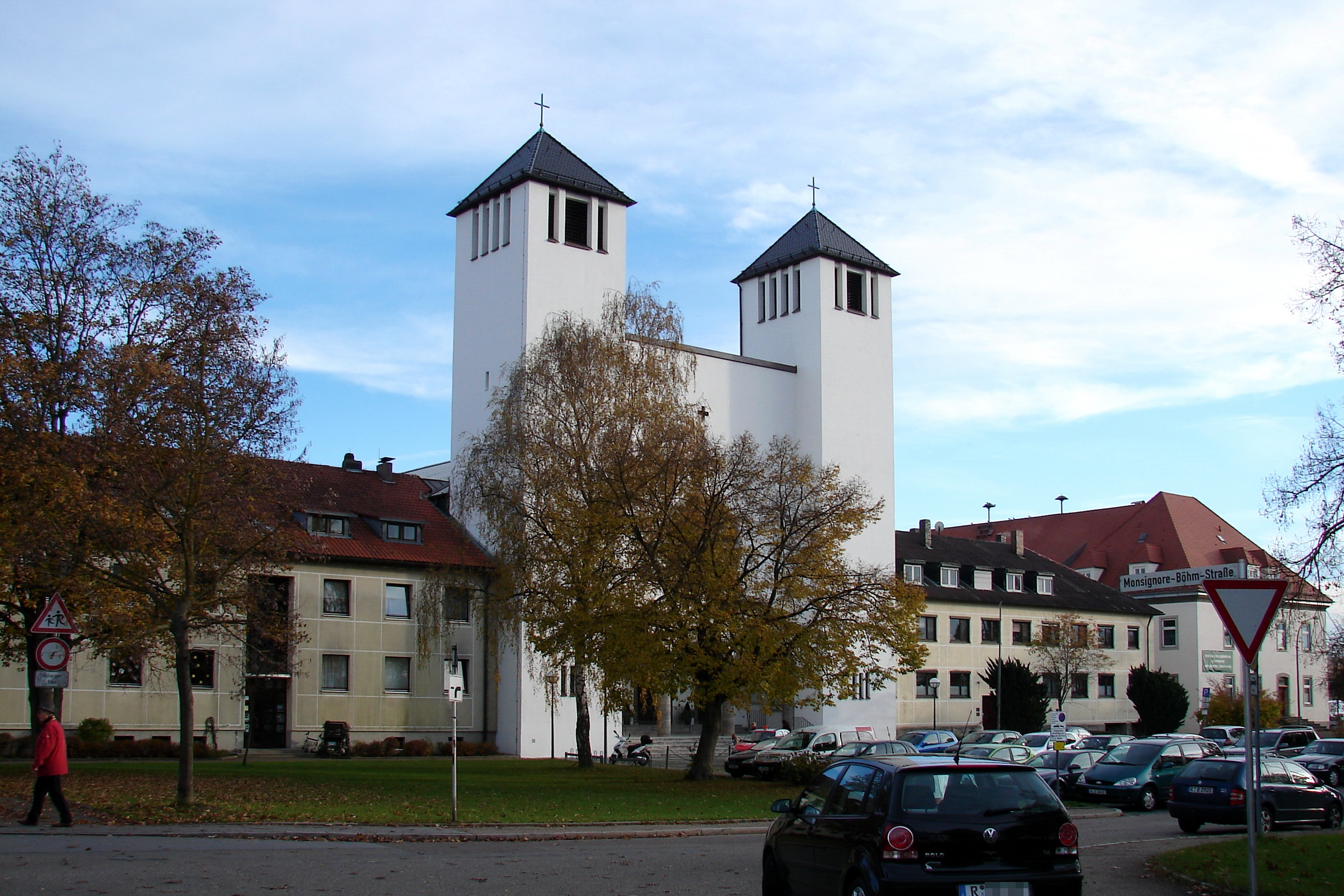
St.-Michaels-Platz

### Lerchenfeld
Die erste gesicherte Erwähnung des Geschlechts der Lerchenfelder stammt aus dem Jahr 1171, es gibt aber frühere Hinweise auf das Geschlecht und auf einen bajuwarischen Edelsitz, der 926 bei einem Ungarneinfall zerstört worden sein soll. Das Gut Lerchenfeld besitzt mit St. Peter eine Kapelle, die 1260 von Bischof Albertus Magnus geweiht wurde. 1910 wurden in der Kapelle spätgotische Fresken entdeckt.

### Oberheising
Oberheising ist seit 1860 ein Gut des Hauses Thurn und Taxis. Die benachbarten Ansiedlungen Unter- und Mitterheising gehören bereits zur Gemeinde Barbing. Erstmals urkundlich erwähnt wurde Heising 1209, es handelt sich aber wohl um eine wesentlich ältere bajuwarische Siedlung, deren Name auf einen Heizo oder Hesso zurückgeht. Von 1209 bis zur Säkularisation 1809 gehörte Heising zum Stadtamhofer Katharinenkloster. Auf den Namen Heising geht auch der Familienname Heusinger zurück.

### Gärtnersiedlung
Die Gärtnersiedlung ist eine Gründung der Nachkriegszeit. Seit 1948 wurden hier von der Bayerischen Landessiedlung Bauern aus den Ostgebieten angesiedelt. Zahlreiche Gärtnereien prägten das Bild der Siedlung.

### Birkenfeld
Birkenfeld in seiner heutigen Form entstand erst 1953 aus von der Bayerischen Landessiedlung angesiedelten Bauern aus den Ostgebieten. Vorher befand sich der erstmals 1068 urkundlich erwähnte Ort Pirka an dieser Stelle. Der Name leitet sich ebenfalls von hier auf dem ehemals sumpfigen Land um den Moosgraben wachsenden Birken ab. Ab 1264 bis ins 19. Jh. war das Gut Pirka im Besitz des Frauenklosters Heilig Kreuz, woran heute das Kreuz im Wappen Neutraublings erinnert. Im 19. Jh. ließ König Ludwig I. die schnurgerade Walhallastraße zwischen Obertraubling und Barbing anlegen, die in Blickrichtung auf die Walhalla verläuft und später die Haupterschließungsstraße von Neutraubling wurde. 1933 wurden einige aus dem Truppenübungsplatz Grafenwöhr ausgesiedelte Bauernfamilien im damals zur Gemeinde Rosenhof gehörenden Pirka ansässig. 1936 wurde die Siedlung wegen des Baus des Militärflugplatzes vollständig abgerissen. Auf dem damals (bis auf das zur Gemeinde Rosenhof gehörende Pirka) unbebauten Gelände der heutigen Stadt Neutraubling wurde von 1936 bis 1938 der Militärflugplatz Obertraubling errichtet, der ab 1940 auch Produktionsstätte der Messerschmitt-Werke war. Diese bauten hier u. a. den (später motorisierten) Lastensegler Me 321 Gigant bzw. das große Transportflugzeug Me 323 Gigant sowie die Me 262, das erste in Serie gebaute Düsenflugzeug der Welt.

### Messerschmitt-Werke und Zwangsarbeit

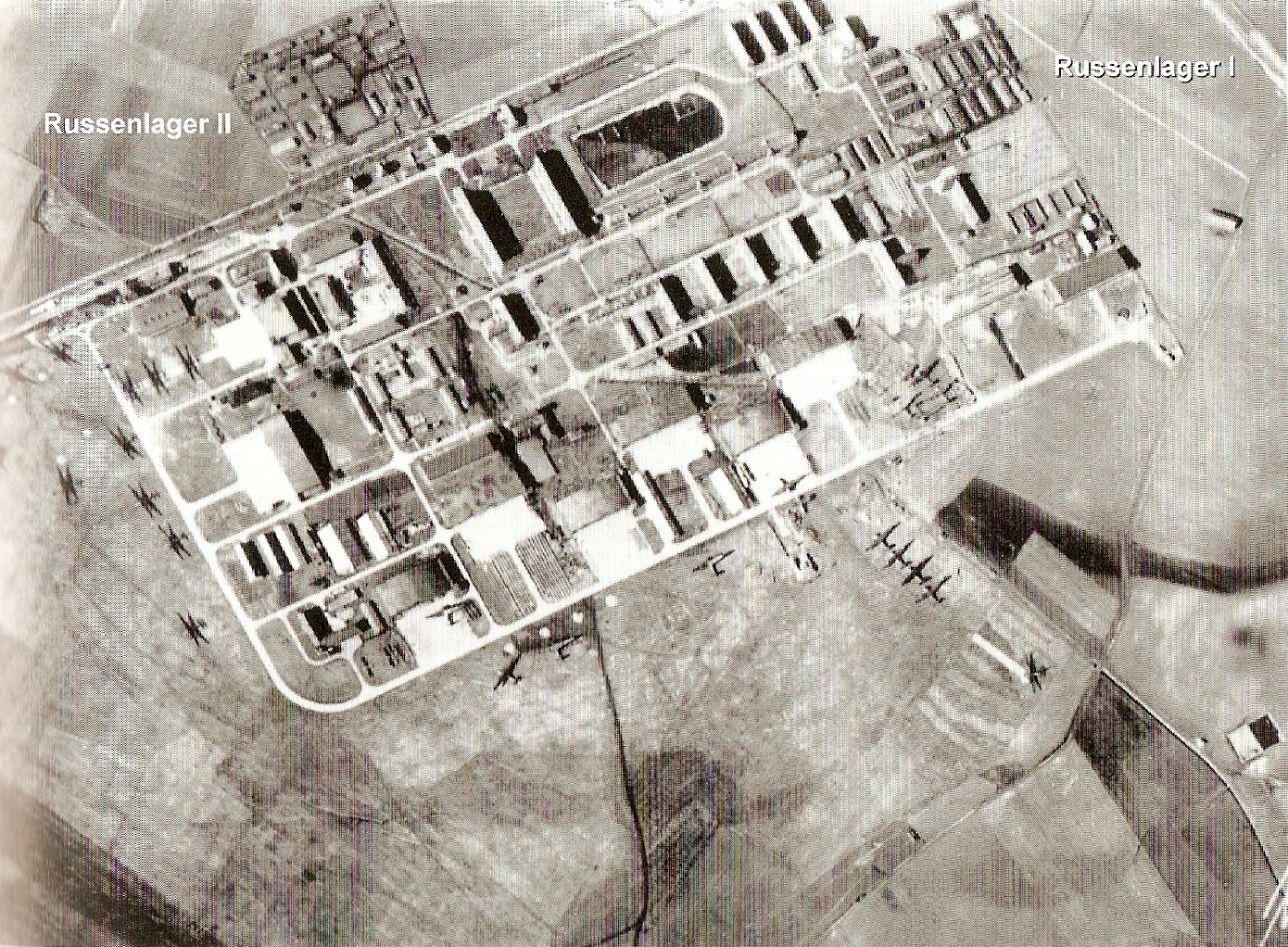
Luftbild der Messerschmitt-Werke von Sommer 1943

Ende 1940 wurde mit dem Aufbau des Zwangsarbeiterlagers Messerschmitt begonnen. Für den Aufbau dieser Werkstätten wurden anfangs 2200 deutsche Soldaten der Strafkompanie aus Grafenwöhr herangezogen. In der Folge wurde diese durch sogenannte Ostarbeiter und hauptsächlich durch sowjetische Kriegsgefangene (Offiziere) ersetzt. Zu deren Unterbringung errichtete man auf bzw. gleich neben dem Werksgelände zwei so genannte „Russenlager“. Insgesamt mussten dort etwa 2750 Gefangene unter miserablen Bedingungen leben und in der Flugzeugproduktion Zwangsarbeit leisten. Von Januar 1941 bis Ende 1943 wurden auf dem Gelände großräumige Transportflugzeuge (die sogenannten Messerschmitt-Giganten), wie die Me 321 und Me 323, produziert. Nachdem das Werk Anfang 1942 unter die Verwaltung der Regensburger Messerschmitt GmbH gestellt wurde, fertigte man in Obertraubling in großen Stückzahlen u. a. die Kampfflugzeuge Messerschmitt Bf 109 (seit August 1943) und Me 262 (seit Januar 1944), so dass mit den Standorten Regensburg und Obertraubling ein „Schwerpunkt der deutschen Jagdflugzeugproduktion“ entstand.
Mit der anhaltenden systematischen Bombardierung aller Messerschmitt-Werke im Reichsgebiet durch alliierte Verbände wurden die Produktionsstätten systematisch dezentralisiert und in getarnte „Waldwerke“ verlegt. Das Obertraublinger Werk mit seinem ausreichend großen Flugfeld wurde in diesem Zusammenhang stark aufgewertet und „als logistischer Hauptstützpunkt beibehalten“, da man dort die Endmontage und den Einflug der Jagdflugzeuge, d. h. die Tests zur Inbetriebnahme, vornehmen konnte. So wurde z. B. der Düsenjäger Me 262, auf den das Naziregime weitreichende Hoffnungen für den Luftkrieg setzte, in Obertraubling bis zum 23. April 1945 fertigmontiert und geliefert.
In den letzten Kriegsmonaten des Zweiten Weltkrieges wurde im Rohbau des ehemaligen Casinogebäudes (an der Stelle des heutigen Rathauses) das KZ-Außenlager Obertraubling des Konzentrationslagers Flossenbürg errichtet, in dem vom 20. Februar bis zum 16. April 1945 rund 600 Häftlinge unterschiedlichster Nationen interniert waren. Dies Gefangenen mussten die Flugfelder des Messerschmitt-Werks instand halten. Mindestens 174 von ihnen starben auf Grund der miserablen Bedingungen und wurden nördlich des Casinogebäudes begraben. Am 16. April 1945 wurde das Außenkommando Obertraubling von der SS aufgelöst. Marschunfähige und Kranke brachten sie per Lastwagen ins Konzentrationslager Dachau. Die Anderen mussten sich zu Fuß auf den Weg dorthin begeben. Laut Bericht eines Überlebenden sind nur ca. 25 Personen dieses Todesmarsches lebend in Dachau angekommen.
Der auf Veranlassung der Amerikanischen Militärbehörden angelegte und am 17. Juni 1950 eingeweihte KZ-Friedhof wurde schon sechs Jahre später wegen der zentralen Zusammenlegung von Gräbern von KZ-Häftlingen wieder aufgelöst. Eine französische Spezialeinheit überführte die Toten in die Gedenkstätte Flossenbürg. Das Kreuz aus dem KZ-Friedhof steht heute auf dem Neutraublinger Friedhof. Auf dem ehemaligen Friedhofsgelände wurde später Bauland ausgewiesen.

### Nach dem 2. Weltkrieg
Die politische Gemeinde Neutraubling entstand erst am 1. April 1951 aus Gebietsteilen der Gemeinde Barbing auf dem bei Luftangriffen 1944/45 zerstörten Militärflugplatz, der von den Amerikanern als Airfield R.97 bezeichnet worden war. In den Ruinen der Flugplatzgebäude siedelten sich Vertriebene aus den ehemaligen deutschen Ostgebieten und ganz Osteuropa an. Bei der Gemeindegründung 1951 durch Ausgliederung der Industriesiedlung aus der Gemeinde Barbing betrug die Anzahl der Einwohner bereits 1296, davon 93 % Vertriebene. Zusammen mit Kaufbeuren-Neugablonz, Geretsried, Traunreut und Waldkraiburg ist Neutraubling eine der bayerischen Vertriebenenstädte/-gemeinden mit vergleichbarer Kriegs- und Nachkriegsgeschichte.
Die Infrastruktur der verbliebenen Flugplatzanlagen und das Fachwissen der Vertriebenen ermöglichten eine rasante Entwicklung zum bedeutendsten Industriestandort im Landkreis Regensburg mit Firmen von teils weit überregionaler Bedeutung. Damit einhergehend kam es in den 1960er und 1970er Jahren zum Zuzug zahlreicher Gastarbeiter aus Süd- und Südosteuropa und besonders der Türkei. Seit den 1990er Jahren sind auch Spätaussiedler aus Osteuropa in Neutraubling zugezogen.
Neutraubling entwickelte sich immer mehr zur Industrie-, Schul-, Ärzte- und Einkaufsstadt fort. Der Anteil der Vertriebenen an der Gesamtbevölkerung ging dabei stetig zurück. Ein besonderer Schub kam in den 1980er Jahren durch die Ansiedlung des BMW-Werkes Regensburg in unmittelbarer Nachbarschaft.
Am 13. Juni 1986 erfolgte die Erhebung der Gemeinde Neutraubling zur Stadt.
1998 brach bei dem Aerosolhersteller Czewo der größte Brand der Nachkriegsgeschichte im Landkreis Regensburg aus.

### Trivia
1982 rückte Neutraubling in den Mittelpunkt des Interesses der nationalen und internationalen Presse. In der Praxis eines ansässigen Zahnarztes schien ein Geist umzugehen. Dieser Geist sprach aus dem Spucknapf und beleidigte Patienten, den Arzt und sonstige Anwesende. Wochenlang versuchten Techniker, Kriminalisten und sonstige Spezialisten das Phänomen zu erkunden und erklären, selbst eine von der Staatsanwaltschaft ins Leben gerufene Soko „Geist“ war anfangs erfolglos. Am Ende stellte sich heraus, dass die 16-jährige Zahnarzthelferin zusammen mit dem Zahnarzt und seiner Frau mit dem Geist „Chopper“ die gesamte Nation narrte.

### Eingemeindungen
Am 1. Mai 1978 wurden der Gemeinde die Gärtnersiedlung (vorher zu Barbing) sowie die beiden Güter Oberheising (vorher zu Barbing) und Lerchenfeld (vorher zu Rosenhof) zugesprochen.

### Einwohnerentwicklung
Zwischen 1988 und 2018 wuchs die Stadt von 9.810 auf 13.796 um 3.986 Einwohner bzw. um 40,6 %.
| Datum      | Einwohner |
| ---------- | --------- |
| 01.04.1947 | 53        |
| 01.04.1951 | 1.296     |
| 01.01.1960 | 3.755     |
| 06.06.1961 | 3.994     |
| 27.05.1970 | 6.097     |
| 01.01.1976 | 6.614     |

| Datum      | Einwohner |
| ---------- | --------- |
| 04.07.1988 | 10.036    |
| 31.12.1991 | 10.936    |
| 31.12.1995 | 11.204    |
| 30.06.2005 | 12.557    |
| 31.12.2010 | 12.808    |
| 31.12.2015 | 13.431    |
| 31.12.2021 | 13.981    |

## Politik

### Stadtrat

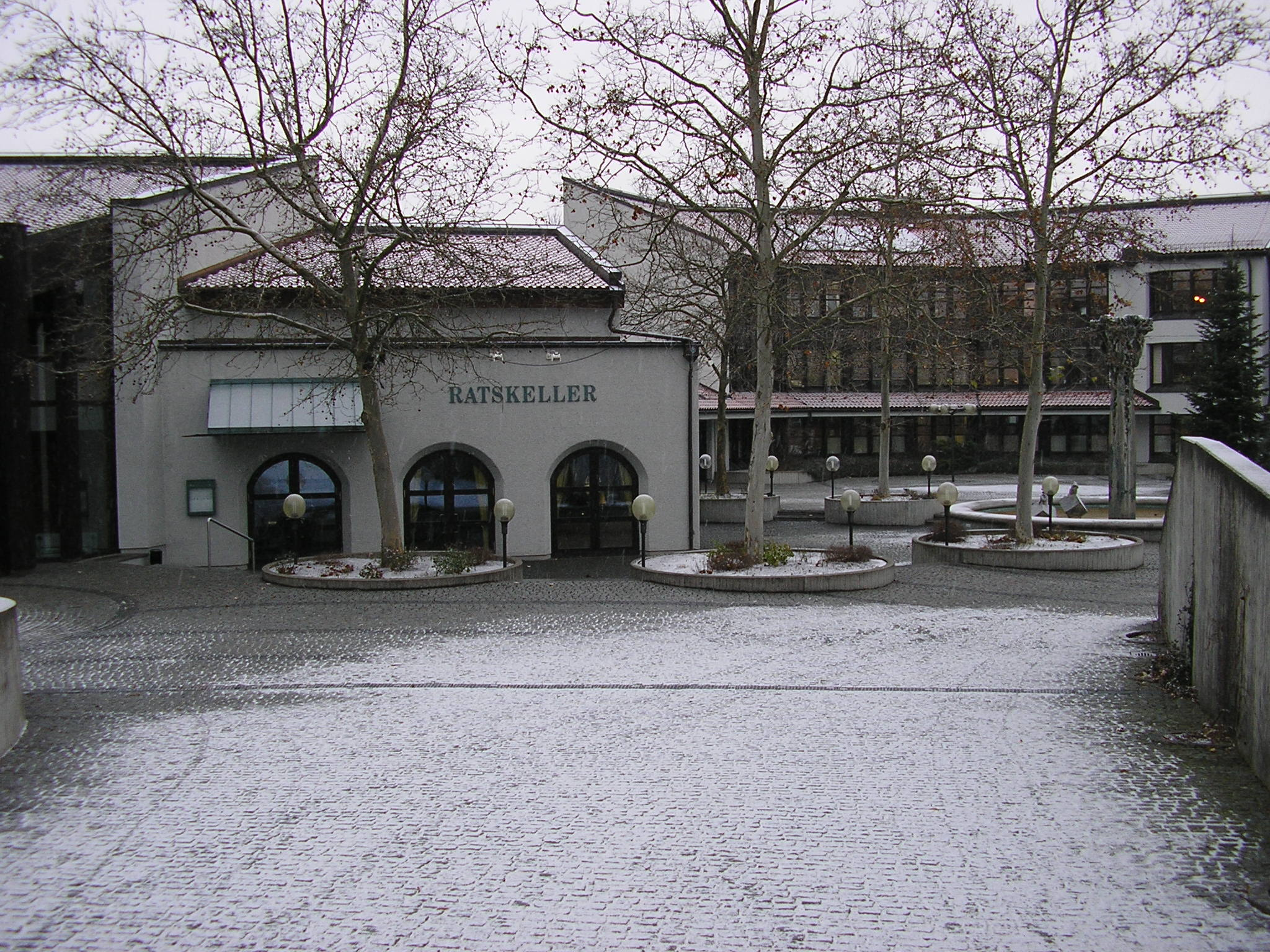
Rathaus und Ratskeller

Der Stadtrat hat 24 Mitglieder und setzt sich seit der Kommunalwahl vom 15. März 2020 wie folgt zusammen:
| Partei       | Sitze |
| ------------ | ----- |
| Freie Wähler | 9     |
| CSU          | 8     |
| Grüne/Aktive | 4     |
| SPD          | 3     |

Von den 10.011 stimmberechtigten Einwohnern haben 4.873 von ihrem Wahlrecht Gebrauch gemacht, womit die Wahlbeteiligung bei 48,68 Prozent lag.

### Bürgermeister seit 1951
- Hans Herget (SPD) von 1951 (Gemeindegründung) bis 1965
- Herbert Scholz, geb. 14. Mai 1923, gest. 13. April 2007, von 1965 bis 1988
- Eleonore Mayer (SPD) von 1988 bis 30. Juni 2006
- Heinz Kiechle (CSU) 1. Juli 2006 bis 30. April 2020
- Harald Stadler (Freie Wähler) seit 1. Mai 2020[13]

Amtierender Bürgermeister
Erster Bürgermeister ist seit 1. Mai 2020 Harald Stadler (Freie Wähler). Am 15. März 2020 wurde er mit 51,89 % der Wählerstimmen als Erster Bürgermeister gewählt.

### Wappen und Flagge
|  |  |

| | Blasonierung: „Durch eine eingeschweifte rote Spitze, darin ein silberner Leerschild, gespalten von Silber und Gold; vorne ein rotes Patriarchenkreuz, hinten ein aus dem Schildrand wachsendes schwarzes Zahnrad.“ |
| Wappenbegründung: Das Wappen von Neutraubling zeigt in einer eingeschweiften roten Spitze einen leeren silbernen Wappenschild, der symbolisch für die Heimatorte der Vertriebenen steht, die 1951 bei der Gemeindegründung 93 Prozent der Bevölkerung ausmachten. Diese Ansiedlung entstand nach 1945 auf dem zerstörten Flugplatz Obertraubling. Im vorderen Teil des Wappens befindet sich ein rotes Patriarchenkreuz, das an die bedeutenden Regensburger Klöster erinnert, insbesondere an das Kloster Heilig Kreuz, welches vom Mittelalter bis ins frühe 19. Jahrhundert der wichtigste Grundherr im heutigen Stadtgebiet war. Auch andere Klöster wie St. Emmeram, Obermünster und Prüfening besaßen hier Ländereien. Die enge historische Verbindung zur Gemeinde Obertraubling wird durch die Verwendung des roten Dreifachkreuzes in beiden Gemeindewappen betont. Am hinteren Schildrand wächst ein schwarzes Zahnrad hervor, das die große Bedeutung der metallverarbeitenden Industrie für die Stadtentwicklung symbolisiert. Die Farbkombination Schwarz, Rot und Silber erinnert zudem an das Wappen der Haidauer, einem Adelsgeschlecht, dem im 13. Jahrhundert das wittelsbachische Amt Haidau übertragen wurde, zu dem auch das Gebiet um Neutraubling gehörte. Das vom Heimatpfleger Josef Fendl entworfene Stadtwappen und die schwarz-gelb gestreifte Flagge mit dem nach oben versetzt aufgelegten Wappen wurden am 21. August 1969 durch den Innenminister Bayerns genehmigt. | |

## Kultur und Sehenswürdigkeiten
Die junge Stadt besitzt außer der Kapelle auf Gut Lerchenfeld und einigen erhalten gebliebenen, noch immer das Stadtbild prägenden ehemaligen Militärbauten im Zentrum keine weiteren historisch zu nennenden Bauwerke. Das Straßennetz mit seinem geraden und rechtwinkligen Verlauf zeigt noch sehr genau die Struktur des Fliegerhorsts. Die Stadt besitzt eine katholische und eine evangelische Kirche. Die evangelische Kirche ist durch die Herkunft der Heimatvertriebenen überproportional präsent. Bei der ausländischen Bevölkerung sind Orthodoxe und Muslime stark vertreten.

### Kirchen
- Evangelische Lutherkirche Neutraubling, erbaut 1955/56
- Katholische Kirche St. Michael, erbaut 1953–1955
- Katholische gotische Kapelle St. Peter in Lerchenfeld

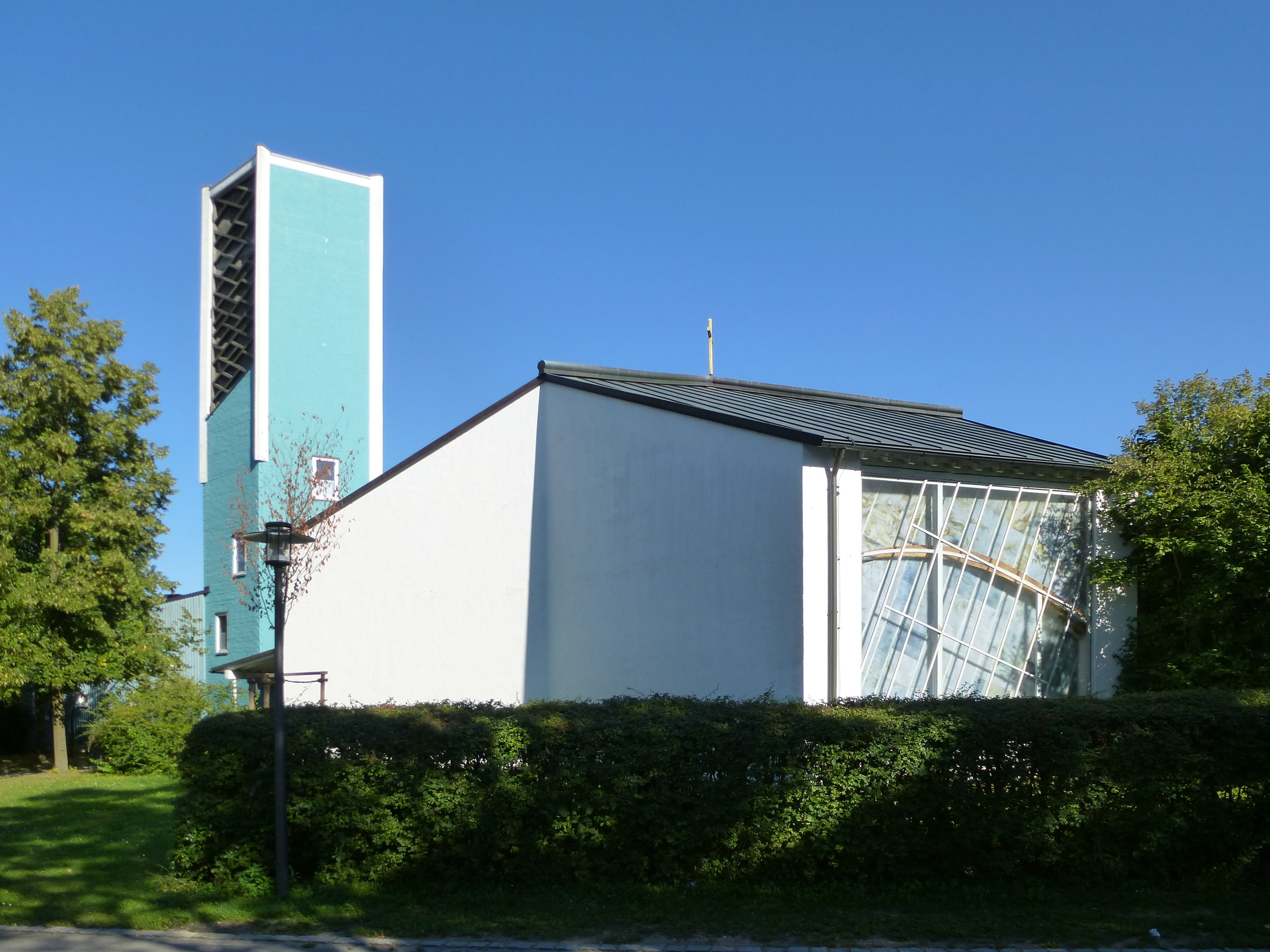
Lutherkirche Neutraubling
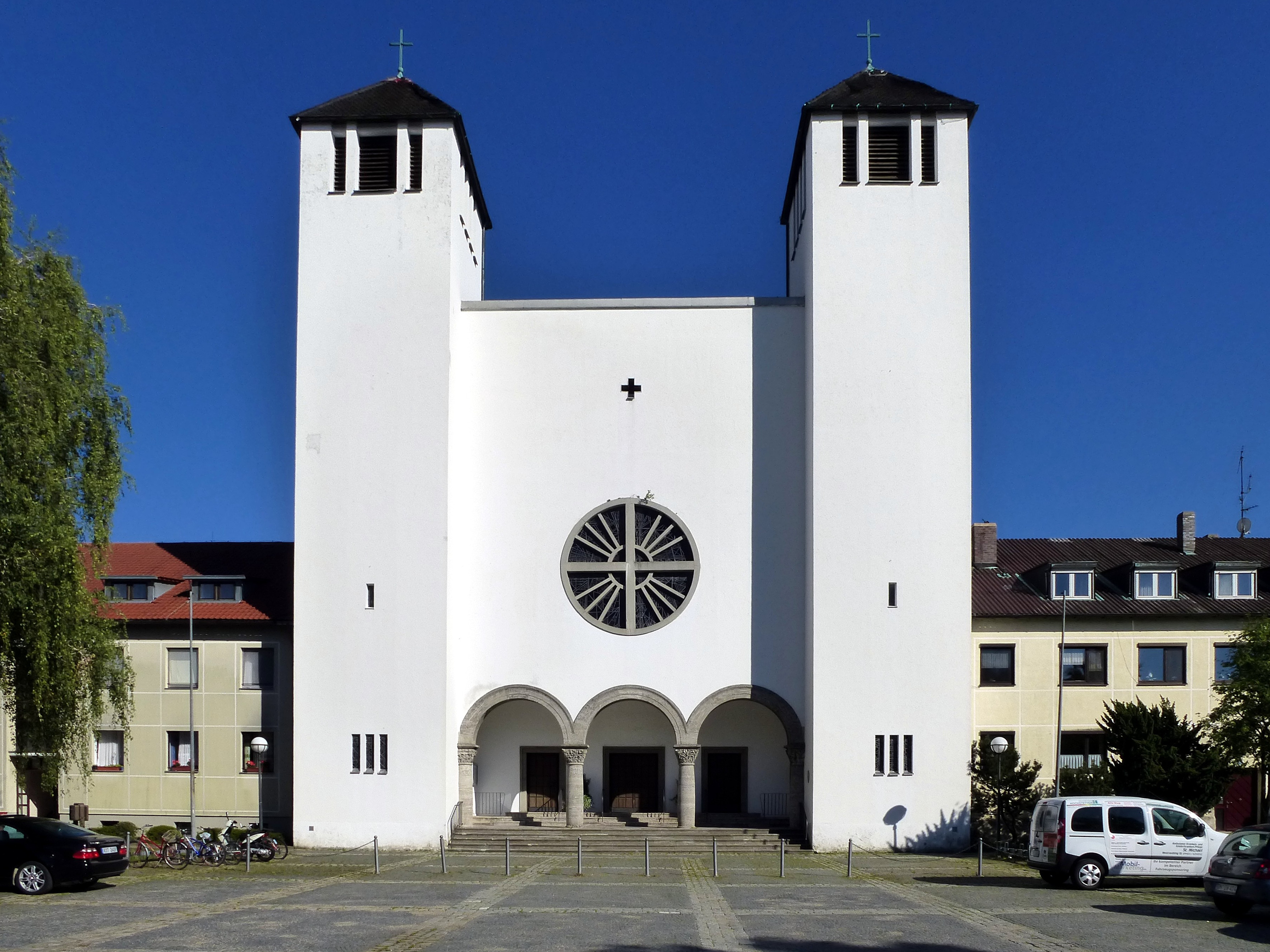
Kirche St. Michael Neutraubling
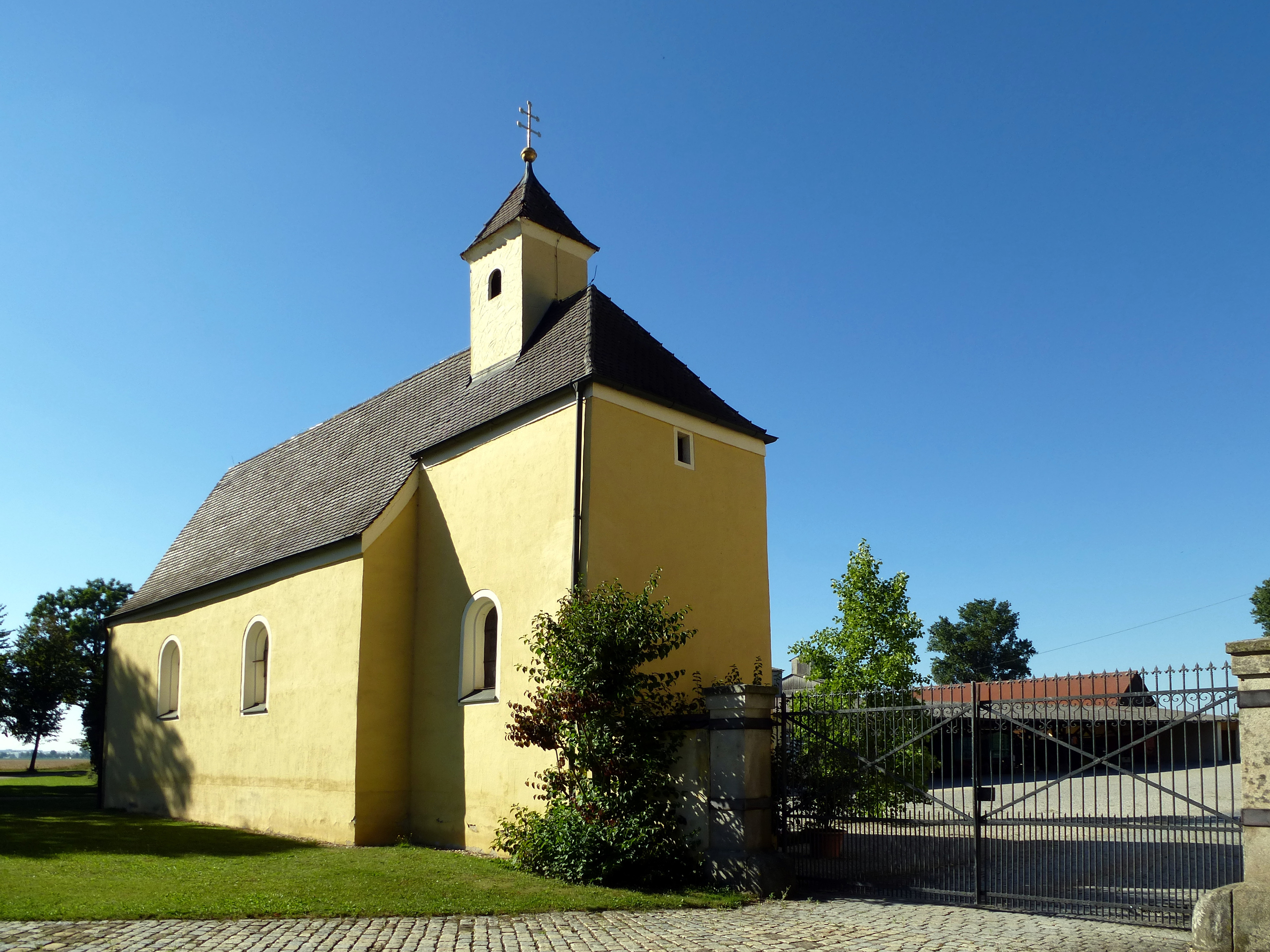
Kirche St. Peter Lerchenfeld

### Theater
- Theaterverein „Theatraubling“
- „Art dente – Theater mit Biss“
- Volksbühne Regensburg e. V.

### Denkmäler

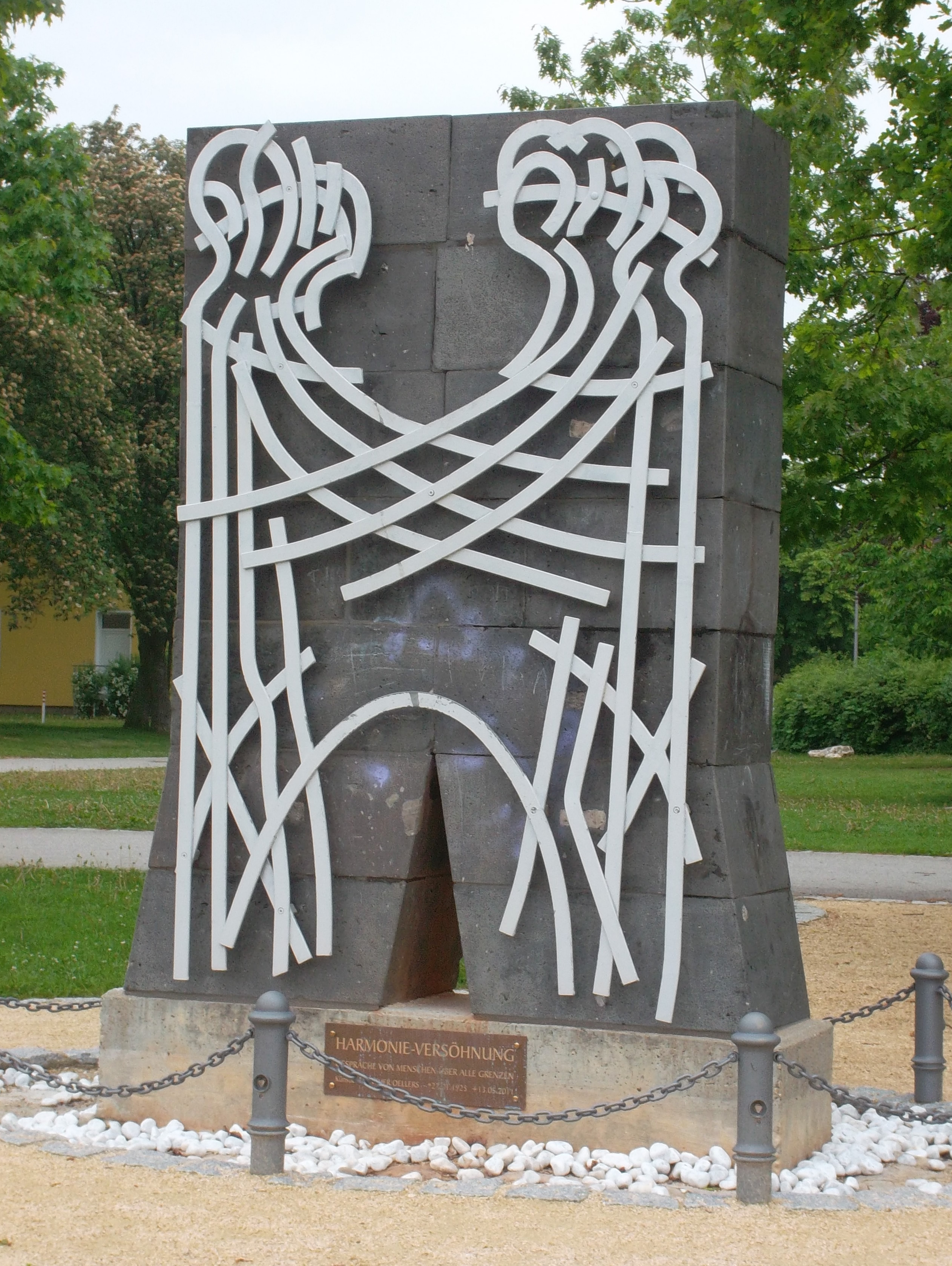
„Harmonie, Versöhnung, Gespräch von Menschen über alle Grenzen“, G. Oellers

- Mahnmal zur Völkerverständigung. „Harmonie, Versöhnung, Gespräch von Menschen über alle Grenzen“, Günther Oellers, 1995[16]
- Am 18. November 2006 wurde von der Stadt Neutraubling am Rand des ehemaligen Friedhofsgeländes gegenüber dem Rathaus ein Gedenkstein errichtet, der auf einer Bronze-Tafel die Inschrift trägt:

„Einer Vielzahl unbekannter Opfer von Menschenfeinden“

Eine gleich lautende Inschrift war auch schon in die Mauer des 1956 aufgelösten Friedhofs eingelassen.

### Museen
Das „Museum der Stadt Neutraubling“ dokumentiert die Entstehungsgeschichte des Ortes.
Festgemacht an zeitgeschichtlichen Dokumenten, Modellen und Fotos wird aufgezeigt,
- wie sich der Militärflugplatz Regensburg-Obertraubling, gebaut in der Zeit des Nationalsozialismus, entwickelte,
- wie der Flugplatz in die Flugzeug-Produktion von Messerschmitt integriert wurde,
- wie er durch Fliegerangriffe stark zerstört wurde,
- wie sich in seinen Ruinen Vertriebene und Flüchtlinge ansiedelten und
- wie aus der Flüchtlingssiedlung die Industriegemeinde Neutraubling hervorging.

Die Dauerausstellung behandelt die Themen Flugplatz, Flucht und Vertreibung, Leben und Überleben und Aufbau, Industrie und Gewerbe.

### Musik
- Chor- und Musikkreis Neutraubling
- Männer- und Frauenchor „Belcanto“
- Frauenchor „Vocalis“
- Evang. Posaunenchor
- Musikförderkreis Köfering-Neutraubling
- Musikkapelle „Moosgrabn’taler“
- „Neutraublinger Ziach- und Stubenmusik“
- „Smiling Bavarians Square Dance Club“ e. V
- Städtische Musikschule
- Jugendchor „Michelangelo“
- Frauensingkreis der Pfarrei St. Michael
- Kinderchor der Pfarrei St. Michael
- Volksmusik d’ Gaudiblos’n

### Sport
- Anglerverein Neutraubling e. V.
- Bahnengolfclub Neutraubling e. V.
- BRSG Neutraubling e. V.
- GRSV Gesundheits- und Rehabilitations-Sportverein e. V. Neutraubling
- Hundeverein Neutraubling e. V.
- Kenbukancentrum Neutraubling e. V.
- Rassegeflügelzuchtverein Neutraubling
- Schützengesellschaft „Seerose“-Neutraubling
- Segelclub Ratisbona e. V. Regensburg
- Skatclub 69 Neutraubling
- Ski-Club Neutraubling e. V.
- Sport-Pferde-Freunde Neutraubling e. V.
- SV Türk Genclik e. V.
- Tauchclub Sun Divers e. V.
- Tennisclub Neutraubling e. V.
- TSV Wacker 50 e. V.
- Wasserwacht Neutraubling

## Sportstätten
- Sportzentrum („Sportpark“)
- Tenniszentrum
- Hundeübungsplatz
- Hallenbad
- Naherholungsgebiet Guggenberger See (Segel-, Surf- und Bademöglichkeit)
- Minigolfanlage im Sportpark

## Wirtschaft und Infrastruktur

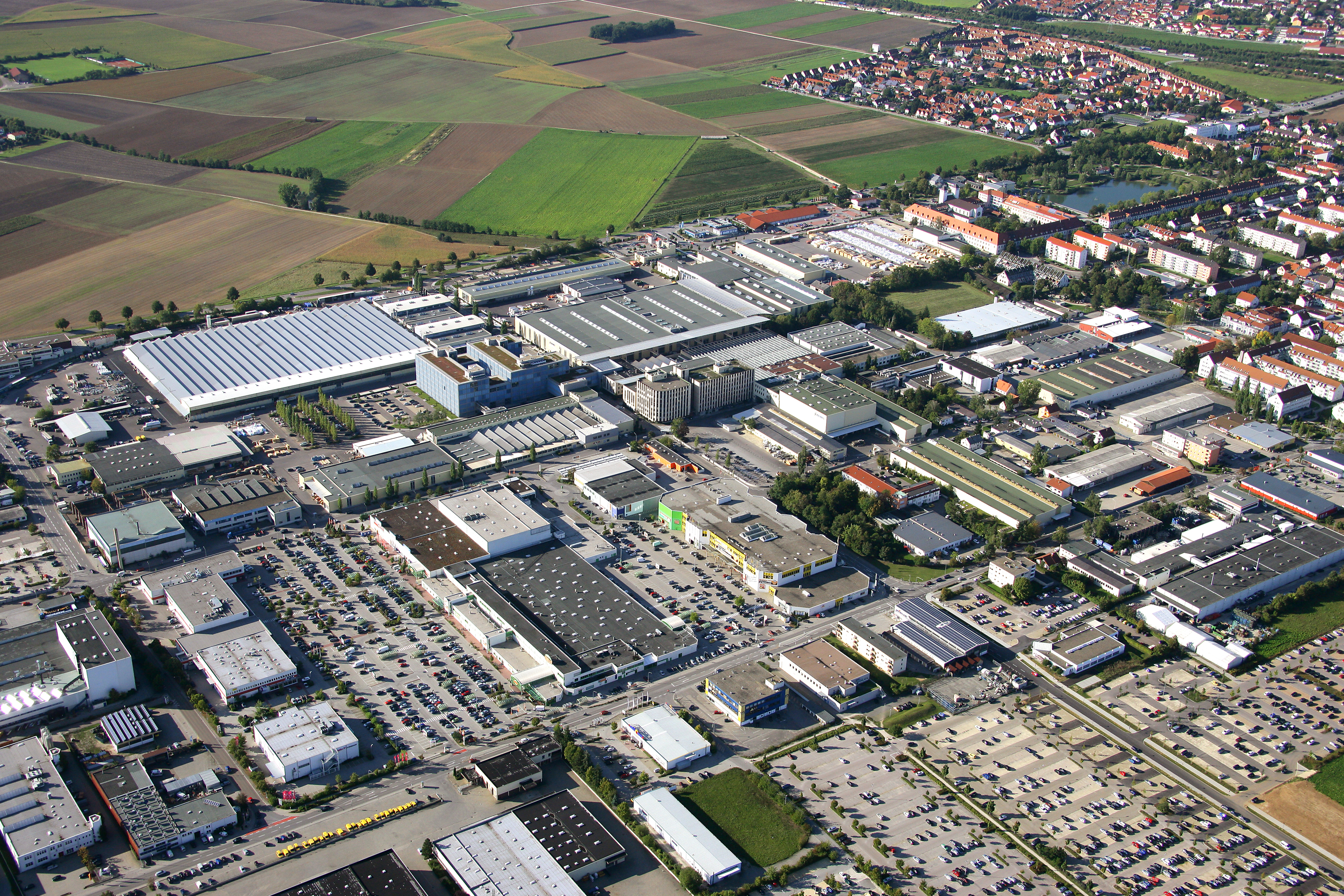
Krones-Werk in Neutraubling

Bedeutende Unternehmen aus den Bereichen Maschinenbau, Metallverarbeitung, Chemie, Lebensmittelherstellung, Textil- und Verpackungsindustrie, Einzelhandel, Spedition und Logistik sowie Automobilzulieferer sind in und um Neutraubling angesiedelt. Auf ca. 14.500 Einwohner kommen ca. 15.000 Arbeitsplätze.
Mit Abstand größter Arbeitgeber der Stadt ist die Krones AG mit weit über 6.600 Beschäftigten vor Ort (über 16.500 weltweit). Weitere Arbeitgeber sind u. a. die Firmen Globus, Lehmann und Zippel Maschinenfabrik.

### Verkehr

#### Straßenverkehr
Die Bundesstraße 15 führt direkt an Neutraubling vorbei.
Neutraubling hat zwei eigene Anschlussstellen (Nr. 102 und 103) an die Bundesautobahn 3. Von hier aus erreicht man innerhalb von fünf Minuten das Autobahnkreuz Regensburg, wo die A 3 auf die A 93 trifft.

#### Schienenverkehr
An den schienengebundenen Personenverkehr wird Neutraubling über den Bahnhof Regensburg angebunden, von dem aus u. a. IC- und ICE-Zugverbindungen genutzt werden können.
Die Stadt hat im Südosten ein Anschlussgleis an den Bahnhof Obertraubling. 2016 wurde sie nördlich der Hartinger Straße reaktiviert und wird nun meistens von der Krones AG für Güterverkehr genutzt.
Im Rahmen der Stadtbahn Regensburg wurde eine Verlängerung der Linie B über Harting nach Neutraubling vorgeschlagen, sobald das Stadtbahnnetz fertig ist.

#### Schifffahrt
Die Stadt liegt auch in unmittelbarer Nähe zum Donauhafen Regensburg. Für die Wirtschaft stellt dies einen bequemen und direkten Zugang zum Rhein-Main-Donau-Kanal dar.

#### Flugverkehr
Die Flughäfen München und Nürnberg sind mit dem PKW innerhalb von ca. einer Stunde zu erreichen, und der Münchener Flughafen ist über den Überregionalen Flughafen Express erreichbar.

#### Öffentlicher Verkehr
Mit den Buslinien 9, 30, 31 und 38 ist man an das ÖPNV-Netz des Regensburger Verkehrsverbunds angebunden.
Linie 9 fährt größtenteils stündlich und verbindet die Neutraublinger Schulen über den Kaufpark, Harting und Burgweinting mit Regensburg.
Die Linien 30, 31 und 38 fahren seit Juli 2021 in geänderter Linienführung. Bis 2021 waren die Linien 30 und 31 Ringlinien, die Neutraubling, Barbing und Obertraubling mit Regensburg verbanden.
Seit 2021 fährt Linie 30 von Regensburg HBF über Barbing zur Haltestelle Pommernstraße im Kaufpark Neutraubling im 30-Minuten-Takt. Die Linie 31 fährt stündlich abwechselnd mit der Linie 38 von Regensburg HBF über Obertraubling nach Barbing West. Zwischen dem Kaufpark Neutraubling und Barbing West fahren die Busse somit im 15-Minuten-Takt. Zusätzlich wurde ein City-Ticket für 1 € eingerichtet.
Die Linie 38 deckt Neutraubling, Obertraubling und die Dörfer Piesenkofen, Oberhinkofen, Scharmassing und Oberrisling ab und verbindet sie mit dem Techcampus Regensburg und der OTH Regensburg.
Die Linien 31 und 38 binden Neutraubling an das SPNV Netz am Obertraublinger Bahnhof an.

### Medien
14-täglich erscheint der „Neutraublinger Anzeiger“, der seit 1958 kostenlos an alle Haushalte verteilt wird, ebenso wie das Anzeigenjournal „NeutraublingNews“, das seit 2002 monatlich als kostenloser Einwurf in fast 17.000 Briefkästen im Umkreis von ca. 12 km landet. Die „Mittelbayerische Zeitung“ Regensburg unterhält in Neutraubling ein Redaktionsbüro.

### Öffentliche Einrichtungen
- Stadthalle
- Städtisches Hallenbad
- Stadtbücherei
- Städtischer Kindergarten Edith-Frank-Straße
- Städtischer Kindergarten Heising
- Kirchlicher (katholischer) Kindergarten St. Michael
- Kirchlicher (katholischer) Kindergarten St. Gunther
- Schulvorbereitende Einrichtung
- Krabbelstube der Stadt Neutraubling
- Städtischer Kinderhort in der Grundschule
- Städtischer Jugendtreff Neutraubling

### Bildung
Über 3747 (Stand 2010/2011) Schüler werden im Schulzentrum in folgenden Einrichtungen unterrichtet:
- Grundschule
- Mittelschule
- Förderschule
- Realschule
- Gymnasium
- Volkshochschule Regensburger Land (Zentralverwaltung)[17]
- Musikschule

## Persönlichkeiten
- Hermann Kronseder (1924–2010), Gründer der Krones AG, lebte in Neutraubling, dem Sitz des Unternehmens
- Josef Fendl (1929–2022), Dichter und Heimatpfleger, arbeitete in Neutraubling als Lehrer und starb hier
- Florian Lensing-Wolff (1930–2011), Zeitungsverleger, starb in Neutraubling-Lerchenfeld